# Storalangøyna
Storalangøyna est une île norvégienne dans le comté de Hordaland. Elle fait partie du territoire de l'ancienne commune de Meland, aujourd'hui rattachée à Alver.

## Géographie
Rocheuse et couverte d'arbres, elle s'étend sur environ 577 m de longueur pour une largeur approximative de 159 m. Elle compte une dizaine d'habitations. 